# Chioepe
Chioepe (auch Chioup)  war eine Masseneinheit (Gewichtsmaß) für Reis auf Malakka.
- 1 Chioepe = 1/4 Gantang ≈ 14,3 Lot (1 Neulot preuß. = 1⁄30 Zollpfund zu 500 Gramm) ≈ 238,3181 Gramm